# Школа № 49 (Ростов-на-Дону)
Школа № 49 (бывшая гимназия А. А. Филипьевой) — общеобразовательное учреждение в Ростове-на-Дону.
Здание построено в 1910-х годах по проекту инженера В. В. Попова (отца) в стиле модерн. Имеет статус выявленного объекта культурного наследия. Находится на пересечении Газетного переулка с улицей Максима Горького и (дом № 82/108 соответственно).

## История
Женская гимназия А. А. Филипьевой была основана в начале XX века. В 1910-х годах она переехала в новое здание на Газетном переулке. После прихода советской власти гимназия была преобразована в школу 1-й ступени № 11. В 1930-х годах школа получила № 49.

## Архитектура
Трёхэтажное здание школы имеет П-образную конфигурацию в плане. Фасады здания асимметричны, они выходят на улицу Максима Горького и на Газетный переулок. Архитектурно-художественный облик фасадов формируют раскреповки и скруглённый угловой объём. Фасады оформлены одинарными и парными пилястрами ионического ордера, объединяющими второй и третий этажи, а также междуэтажными тягами. Здание имеет скромный лепной декор в виде венков. На полукруглой угловой части здания, выходящей на перекрёсток, находится вензель императрицы Марии Фёдоровны. При строительстве использовался кирпич высокого качества, издающий при постукивании металлический звук. Ряд кирпичей покрыты глазурью.

## Мемориальные доски
В 2002 фасаде здания была установлена мемориальная доска с текстом: «В этой школе учился выпускник 1946 года выдающийся ученый-офтальмолог и государственный деятель академик Святослав Николаевич Федоров». Мемориальная доска была установлена за счёт средств семьи Фёдорова.
4 октября 2012 года на стене школы была установлена мемориальная доска с текстом: «В этой школе с 1946 по 1952 годы учился Юдович Виктор Иосифович — выдающийся ученый-математик, в честь которого названа малая планета».

Святослав Фёдоров
Виктор Юдович